# José Luis Capón
José Luis Capón González (6. února 1948, Madrid, Španělsko – 29. března 2020, Madrid) byl španělský fotbalový obránce a reprezentant. Většinu hráčské kariéry strávil v Atléticu Madrid.

## Úspěchy

### Atlético Madrid
- 2× vítěz španělské ligy (1972/73, 1976/77)
- 1× vítěz španělského poháru (1975/76)
- 1× vítěz Interkontinentálního poháru (1974)
- 1× finalista PMEZ (1973/74)

## Reprezentační kariéra
Dres Španělska oblékl ve třinácti mezistátních utkáních. Jediný reprezentační gól vstřelil 12. října 1975 v kvalifikačním utkání, když proti Dánsku zvyšoval na konečných 2:0.